# Barboursville
Barboursville est une zone non-incorporée située dans les comtés d'Albemarle et d'Orange en Virginie aux États-Unis. C’est une ruine du domaine de James Barbour, sénateur et secrétaire à la Guerre des États-Unis et gouverneur de Virginie. L’ancienne demeure fut créé par l’ami et allié politique de Barbour : Thomas Jefferson. La ruine est aujourd’hui listée dans le Registre national des lieux historiques des États-Unis.

## Construction
La demeure est construite aux alentours de 1822 d’après les plans de Thomas Jefferson jefferson créa une demeure de style palladien. 

## Destruction
La demeure fut détruite par un incendie le jour de Noël 1884. À part les murs de briques extérieurs, les cloisons et les colonnes des portiques la maison fut ravagée. Les ruines furent stabilisées et entretenues pour un usage touristique.